# HD 3883
HD3883 — подвійна зоря. 
Ця подвійна система має видиму зоряну величину в смузі V приблизно 6.1.
Вона розташована на відстані близько 462.0 світлових років від Сонця.

## Подвійна зоря
Головна зоря цієї системи належить до хімічно пекулярних зір й має спектральний клас A5.
Інша компонента має спектральний клас F2.

## Фізичні характеристики
Зоря HD3883 обертається
порівняно повільно
навколо своєї осі з Vsin(i)= 26км/сек.